# Хеброн Естејтс (Кентаки)
Хеброн Естејтс (енгл. Hebron Estates) град је у америчкој савезној држави Кентаки.

## Демографија
По попису из 2010. године број становника је 1.087, што је 17 (-1,5%) становника мање него 2000. године.
| Група             | 2000.         | 2010.         |
| Белци             | 1.080 (97,8%) | 1.037 (95,4%) |
| Афроамериканци    | 2 (0,2%)      | 4 (0,4%)      |
| Азијати           | 6 (0,5%)      | 11 (1,0%)     |
| Хиспаноамериканци | 0 (0,0%)      | 11 (1,0%)     |
| Укупно            | 1.104         | 1.087         |